# 維西街
維西街（英語：Vesey Street，/viːziː/）是紐約市下曼哈頓地區的一條街道，街道的名稱來自於附近三一教堂的神父威廉·維西。在世界貿易中心竣工之前，維西街曾是一條連續的街道，起點是百老匯，終點是哈德遜河。維西街現在雖然是一條連續的街道，但有四個路段和其他用途混用。

## 外部連結

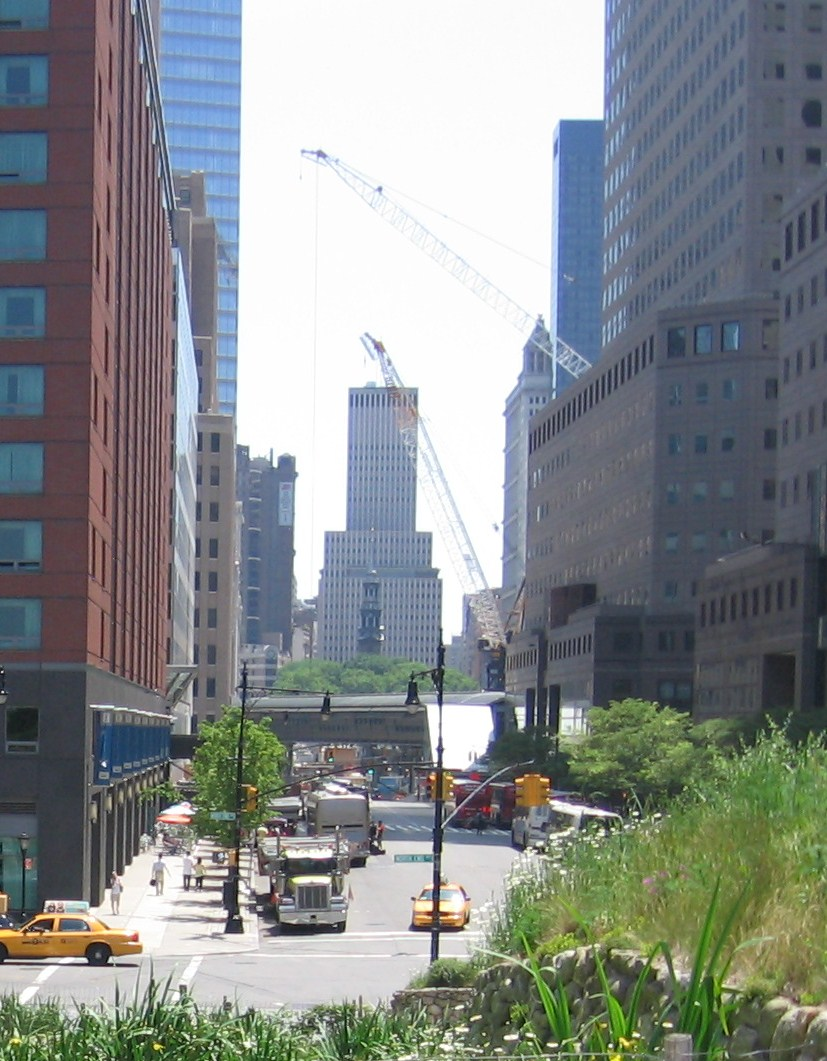

- . （原始内容存档于2009年3月10日）. at Vesey Street